# Santuario de Nuestra Señora de las Virtudes
Il santuario de Nuestra Señora de las Virtudes (in spagnolo "santuario di Nostra Signora delle Virtù"), dedicato alla Vergine delle Virtù, è un santuario situato a Las Virtudes, frazione di Villena (provincia di Alicante, Spagna).

## Storia
Sembra che l'origine del santuario venga da un eremo della fine del XIV secolo, del quale oggi rimangono dei resti nella cripta. Secondo la tradizione, nel 1474 gli abitanti di Villena andarono alla Fonte del Pioppo durante un'epidemia di peste e lì proclamarono la Vergine delle Virtù come nuova patrona e "avvocata contro la peste".
Non si hanno comunque certezze se questa data sia corretta, e la prima notizia che si trova di questo eremo è in un ordine dei Re cattolici datata 30 luglio 1490 dove si racconta che i Villeneri si recarono nuovamente lì a causa di un'altra epidemia di peste. Successivamente fu occupato dai monaci agostiniani. Secondo la data scritta in una chiave di volta della chiesa, il santuario come ci appare oggi è datato 1581.
Il santuario fu dichiarato Conjunto Histórico-Artístico ("complesso storico-artistico") nel 1976.